# Meteorus popovi
Meteorus popovi är en stekelart som beskrevs av Papp 1990. Meteorus popovi ingår i släktet Meteorus och familjen bracksteklar. Inga underarter finns listade i Catalogue of Life.